# Marco Kasper
Marco Kasper (né le 8 avril 2004 à Innsbruck en Autriche) est un joueur autrichien de hockey sur glace. Il évolue à la position d'attaquant.

## Biographie

### Carrière junior
Kasper commence sa carrière junior avec le EC Klagenfurt AC en 2017-2018. Il dispute 14 matchs avec les moins de 18 ans, inscrivant 18 points. Il joue également les deux saisons suivantes (2018-2019 et 2019-2020) avec le même contingent amassant un total de 175 points en 65 rencontres.
Le 3 mai 2020, il s'engage avec le club suédois du Rögle BK.
Il dispute pour eux en 2020-2021, 7 parties avec les moins de 18 ans, amassant 8 points et 6 parties avec les moins de 20 ans, totalisant 2 buts. Lors de la saison suivante, il dispute 12 rencontres en J20 Nationell pour 13 points et un match de séries éliminatoires où il inscrit 3 points.

### En club
Kasper commence sa carrière professionnelle avec le EC Klagenfurt AC en 2019-2020 en Alps Hockey League. Il dispute son premier match, inscrivant son premier point, une passe, le 19 janvier 2020, lors d'une défaite en prolongation 3-4 face au HC Fassa. Le 30 janvier 2020, il marque son premier but, lors d'une défaite 2-4 face au HC Pustertal-Val Pusteria.
La saison suivante, alors qu'il a rejoint le Rögle BK, il dispute une première rencontre en SHL le 22 janvier 2021, une victoire 5-3 face au Djurgården IF. Au terme de la saison, Rögle termine vice-champion de la SHL, s'inclinant en finale face aux Växjö Lakers HC.
La saison suivante, il s'impose dans le contingent du Rögle, disputant 46 matchs de saison régulière, totalisant 11 points. En séries éliminatoires, il joue 13 rencontres, comptabilisant 6 points, mais ne peut aider son équipe à franchir le cap des demi-finales, éliminé en 6 rencontres par Färjestad BK. Il dispute également la Ligue des champions. Le 27 août 2021, il dispute un premier match face au EV Zoug.  À la fin de la saison, il est sacré champion, remportant la finale face au Tappara.
Le 16 septembre 2021, il signe une prolongation de contrat avec Rögle, d'une durée de deux ans.
En prévision du repêchage de 2022, la centrale de recrutement de la LNH le classe au 5e rang des espoirs européens chez les patineurs.

### En équipe nationale
Kasper représente son pays, l'Autriche, à partir de la saison 2020-2021. Il dispute le Championnat du monde junior avec les moins de 20 ans. En 4 matchs, il inscrit une passe et l'Autriche termine à la 10e place.
Il prend part à 2 matchs, avant que le tournoi ne soit annulé à cause de la pandémie de COVID-19, plusieurs équipes ayant de nombreux joueurs déclarés positifs.
Cette même saison, il dispute le Championnat du monde. Avec 2 passes en 7 parties, il aide son équipe à se classer au 11e rang. L'Autriche est éliminée lors des phases de groupe.
Il est sélectionné au 8e rang par les Red Wings de Détroit.

## Statistiques

### En club
| Saison    | Équipe               | Ligue               |    | Saison régulière | Saison régulière | Saison régulière | Saison régulière | Saison régulière |   | Séries éliminatoires | Séries éliminatoires | Séries éliminatoires | Séries éliminatoires | Séries éliminatoires |
| Saison    | Équipe               | Ligue               | PJ | B                | A                | Pts              | Pun              | PJ               | B | A                    | Pts                  | Pun                  |                      |                      |
| 2017-2018 | EC Klagenfurt AC M18 | EBJL U18            | 14 | 7                | 11               | 18               | 4                | 3                | 0 | 0                    | 0                    | 0                    |                      |                      |
| 2018-2019 | EC Klagenfurt AC M18 | EBJL U18            | 30 | 9                | 63               | 72               | 18               | 8                | 3 | 9                    | 12                   | 4                    |                      |                      |
| 2019-2020 | EC Klagenfurt AC M18 | EBJL U18            | 22 | 29               | 34               | 63               | 18               | 5                | 9 | 9                    | 18                   | 6                    |                      |                      |
| 2019-2020 | EC Klagenfurt AC II  | AlpsHL              | 3  | 1                | 1                | 2                | 0                | 2                | 1 | 0                    | 1                    | 0                    |                      |                      |
| 2020-2021 | Rögle BK M18         | J18 Region          | 7  | 3                | 5                | 8                | 29               | -                | - | -                    | -                    | -                    |                      |                      |
| 2020-2021 | Rögle BK M20         | J20 Nationell       | 6  | 2                | 0                | 2                | 6                | -                | - | -                    | -                    | -                    |                      |                      |
| 2020-2021 | Rögle BK             | SHL                 | 10 | 0                | 1                | 1                | 4                | 6                | 0 | 0                    | 0                    | 0                    |                      |                      |
| 2021-2022 | Rögle BK M20         | J20 Nationell       | 12 | 6                | 7                | 13               | 10               | 1                | 1 | 2                    | 3                    | 0                    |                      |                      |
| 2021-2022 | Rögle BK             | SHL                 | 46 | 7                | 4                | 11               | 17               | 13               | 3 | 3                    | 6                    | 9                    |                      |                      |
| 2021-2022 | Rögle BK             | Ligue des champions | 12 | 2                | 4                | 6                | 6                | -                | - | -                    | -                    | -                    |                      |                      |

### En équipe nationale
| Année     | Équipe       | Compétition                 |    | PJ | B | A | Pts | Pun                |  | Résultat |
| 2021      | Autriche M20 | Championnat du monde junior | 4  | 0  | 1 | 1 | 2   | 10e place          |  |          |
| 2022      | Autriche M20 | Championnat du monde junior | 2  | 0  | 0 | 0 | 2   | Complétion annulée |  |          |
| 2022      | Autriche     | Championnat du monde        | 7  | 0  | 2 | 2 | 0   | 11e place          |  |          |
| 2021-2022 | Autriche     | International               | 11 | 2  | 4 | 6 | 4   |                    |  |          |

## Trophées et honneurs personnels

### SHL
- 2020-2021 : médaille d'argent avec le Rögle BK.

### Ligue des Champions
- 2021-2022 : remporte la compétition avec le Rögle BK.